# Enrico Cecchetti
Enrico Cecchetti (prononcer tʃeketti) est un danseur, mime, chorégraphe, maître de ballet et pédagogue italien né à Rome le 21 juin 1850 et mort à Milan le 13 novembre 1928. Il est également connu pour être à l'origine de la méthode d'enseignement de la danse qui porte son nom. Cecchetti était connu pour sa puissance, son agilité et ses capacités techniques. Dès 1888, on le considère comme le danseur le plus virtuose au monde.

## Biographie
Fils de deux danseurs, il serait né dans une réserve de vêtements du Teatro Tordinona à Rome. Après avoir commencé une carrière de danseur en Europe et aux États-Unis, il se produit à Saint-Pétersbourg (Russie) en 1874. Premier danseur à la Scala de 1885 à 1887, il retourne ensuite à Saint-Pétersbourg, appelé par Ivan Vsevolojski. Il fait ses débuts dans La Tulipe de Haarlem de Lev Ivanov en novembre 1887; il danse dans les ballets de Marius Petipa et Lev Ivanov avant de devenir répétiteur en 1892.
Chorégraphe, avec Marius Petipa et Lev Ivanov, de Cendrillon (1893), il enseigne la danse classique à l'école des Théâtres impériaux dès 1896. Il interprète  les rôles de  l'Oiseau Bleu et de la fée Carabosse de La Belle au bois dormant chorégraphiés par Petipa puis embrasse une carrière d'enseignant de la danse. On compte parmi ses élèves quelques noms illustres de la danse : Anna Pavlova, Léonide Massine, et Vaslav Nijinsky aux Théâtres Impériaux. Il a également enseigné à la jeune ballerine américaine Ruth Page en 1920. Il chorégraphie de nouvelles versions de ballets dont, celle de Coppélia en 1894 qui sert toujours de base aux interprétations actuelles du ballet (la version de Cecchetti fait actuellement partie de la Collection Sergeyev).
De 1911 à 1921, il est le professeur principal des Ballets russes de Diaghilev, et l'interprète de plusieurs rôles : Petrouchka, Shéhérazade, L'Oiseau de feu, Le Coq d'or).
Cecchetti est considéré comme l'un des plus grands pédagogues de la danse classique. Il enseigne tout d'abord dans la compagnie d'Anna Pavlova comme pédagogue. Il ouvre une école à Londres en 1918 où il accueille Dame Ninette de Valois, Sir Frederick Ashton, Dame Alicia Markova comme élèves puis en Italie en 1925.
Son apport pour la Russie a été considérable, car il a su allier l'élégance de l'école française et la virtuosité de l'école italienne. Tous les grands danseurs du début du XXe siècle ont compté parmi ses élèves : Marie Rambert, George Balanchine, etc.
Cecchetti est considéré comme l'un des plus grands pédagogues de la danse classique. Il crée son propre système d'enseignement, la « méthode Cecchetti » qui allie science du mouvement et rigueur rythmique, privilégiant la fluidité du mouvement et le travail autour du centre de gravité.
Le public n'était pas au courant qu'il ne pouvait exécuter une rotation que d'un côté. En fait, toutes les chorégraphies étaient spécialement écrites pour lui en tenant compte de ce problème.

## Carrière

### Le théâtre Mariinsky
En 1887, Cecchetti danse à Saint-Pétersbourg où il est remarqué par Ivan Vsevolojski, alors directeur du Théâtre Mariynsky. Impressionné, il presse Cecchetti à devenir Premier danseur du théâtre,. Il crée en 1889 le rôle du dieu du Vent (Ouragan) dans Le Talisman (Petipa, Drigo).

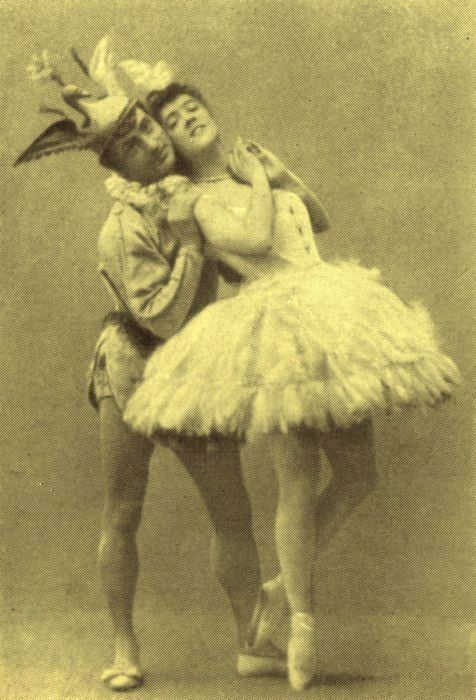
L'Oiseau Bleu et la Princesse Florine. Avec Varvara Nikitina, La Belle au bois dormant, 1890

En 1890, Cecchetti interprète le ballet de La Belle au bois dormant. Avec l'introduction de la danse sur les pointes au début du XIXe siècle, le ballet était dominé par les femmes utilisant cette technique. Le rôle des hommes étant réduit à celui de « porteur » dont le rôle est avant tout de mettre en valeur la ballerine en la soulevant et en la faisant tourner sur elle-même ce que l'interprétation de Cecchetti a changé. Il a tout d'abord interprété le rôle de Carabosse de La Belle au bois dormant sans le masque traditionnel  puis celui, très technique, de l'Oiseau Bleu toujours dans le même ballet. Cecchetti a ainsi montré au public russe qu'un homme était capable d'exécuter tous les pas du ballet qui étaient habituellement dévolus aux ballerines,.
En 1919, Cerchetti crée à Londres le rôle du commerçant dans le ballet intitulé La Boutique fantasque.

### L'enseignant
Cecchetti enseigne la danse à l'école des Ballets Impériaux de Saint-Pétersbourg de 1887 à 1902 puis à l'École d'État de Varsovie en Pologne de 1902 à 1905. Revenu à Saint-Pétersbourg en 1905, il y fonde une école. Il forme exclusivement Anna Pavlova de 1907 à 1909 puis, sur la demande pressante des autres danseurs, leur ouvre à nouveau son école. On dit que lorsque Serge Diaghilev voulut partir en tournée avec sa compagnie des Ballets russes, ses danseurs refusèrent en prétextant qu'ils allaient perdre des jours d'enseignement auprès de Cecchetti. En 1910, Diaghilev, en homme d'affaires avisé, pressent Enrico Cecchetti pour être maître de ballet et mime dans des rôles expressément chorégraphiés pour lui par les chorégraphes des Ballets russes.

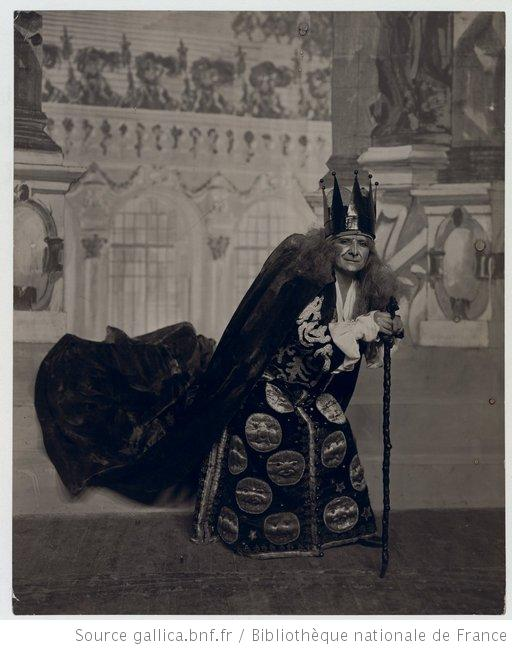
Cecchetti en Carabosse, La belle au bois dormant 1921

La présence de Cecchetti au sein des Ballets russes de Diaghilev a été déterminante. Trait d'union entre le passé et le présent, il a contribué à la naissance du ballet néoclassique. Il a également maintenu le niveau technique des danseurs en les rendant capables de faire face aux exigences physiques et scéniques des chorégraphes de la compagnie. Beaucoup d'artistes ont œuvré aux côtés de Diaghilev en tant que stylistes (Léon Bakst, Picasso, Jean Cocteau, et Henri Matisse); compositeurs (Claude Debussy, Manuel De Falla, Sergei Prokofiev, Maurice Ravel, et Igor Stravinsky. Les Ballet russes se produisent en Europe, aux États-Unis, en Amérique du Sud et en Australie en rencontrant toujours le même succès.
Fatigué de parcourir les routes, Cecchetti s'établit à Londres où il ouvre une école de danse en 1918. Considérant la merveille technique qu'était devenu le ballet, on disait que nul ne pouvait devenir un danseur accompli sans être passé par l'école de Cecchetti. Il se retire en Italie en 1923 mais, invité par Arturo Toscanini à reprendre sa carrière d'enseignant au sein de l'école de danse de La Scala, le rêve de toute une vie, il choisit sa vocation. Il est terrassé par un  collapsus (probablement consécutif à un infarctus du myocarde) en plein cours de danse. Transporté à son domicile, il meurt le lendemain  13 novembre 1928 à Milan.

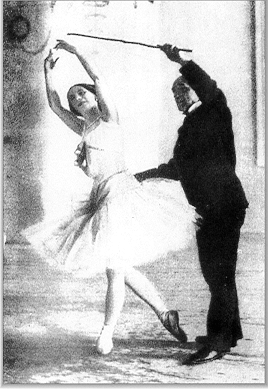
Enrico Cecchetti enseignant à Anna Pavlova à Paris, vers 1920

## Méthode Cecchetti
Cecchetti a édicté les règles d'une méthode d'enseignement de la danse qui porte son nom. Cette technique, encore d'actualité et moderne, est très utilisée par les maîtres de ballet.
Après le décès du maître, son ami intime, l'écrivain Cyril Beaumont, et Stanislas Idzikowsky décident de codifier la méthode mise au point par Cecchetti afin qu'elle continue d'être mise en pratique pour la formation des danseurs. Cette méthode d'enseignement perdure dans nombre d'écoles de ballet à travers le monde dont celle du Ballet national du Canada.